# 托馬爾扎
托馬爾扎是土耳其的城鎮，由開塞利省負責管轄，位於該國中部，距離首府開塞利55公里，面積1,485平方公里，海拔高度1,330米，2007年人口10,629。

## 外部連結
- The churches of Tomarza （页面存档备份，存于）

38°27′N 35°48′E / 38.450°N 35.800°E